# Orna Barbivai

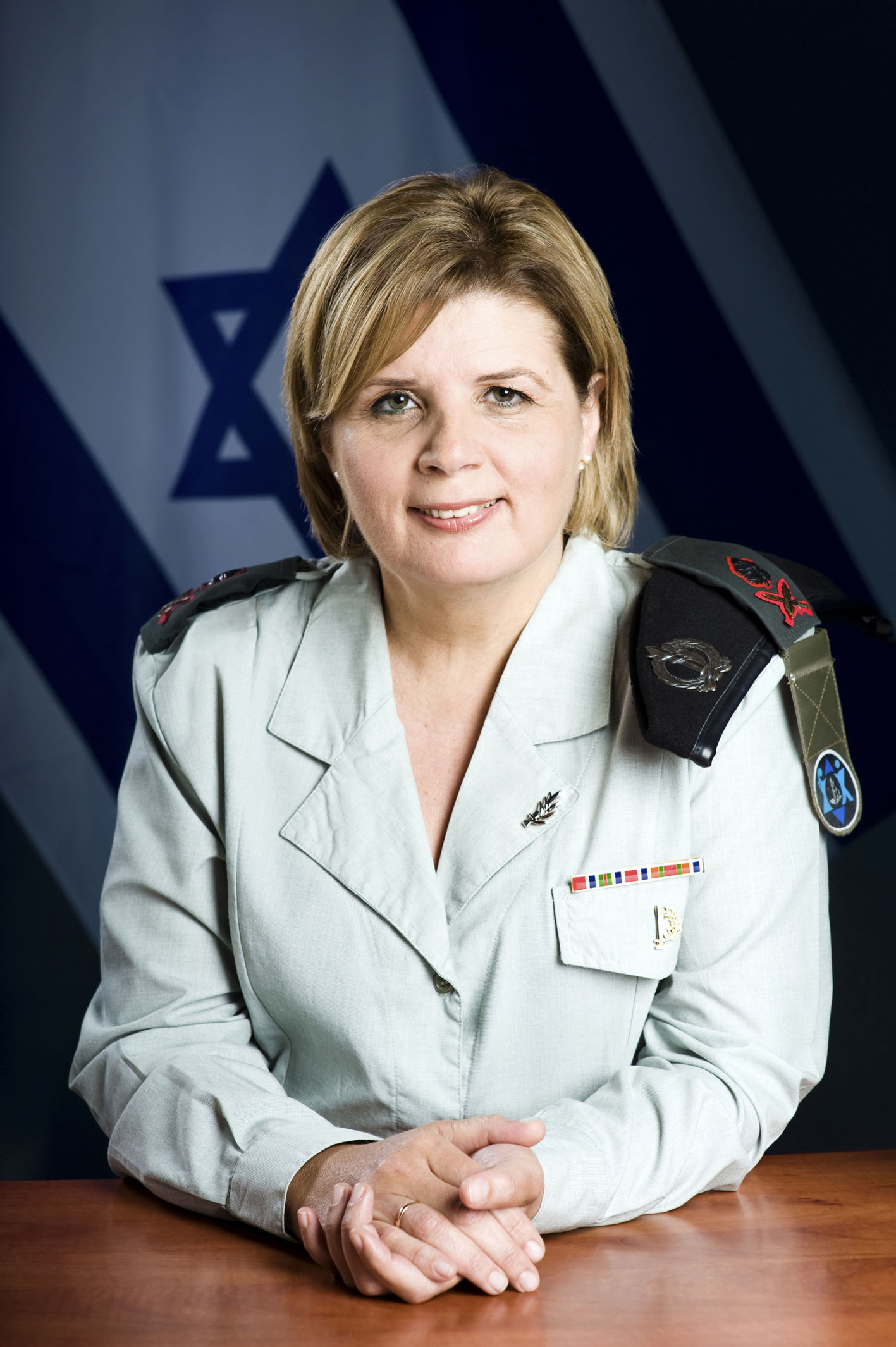
Fotografie din 2011

Orna Barbivai (în ebraică:אוֹרְנָה בַּרְבִּיבַאי, născută la 5 septembrie 1962) este o politiciană israeliană, general maior în rezervă, a fost între iunie 2021 - decembrie 2022 ministrul economiei și al industriei al Israelului. Ea este cea dintâi femeie care a obținut gradul de general în armata israeliană, în trecut deținând funcția de comandant al Departamentului de cadre al armatei..Între anii 2019-2021 a fost deputată în Knesset, parlamentul israelian, din partea partidului de centru Yesh Atid (Avem un viitor) condus de Yair Lapid. Orna Barbivai a fost și cea dintâi femeie care a fost președinte al Comisiei de afaceri externe și apărare a parlamentului israelian. 

## Biografie
Orna Barbivai s-a născut în 1962 în orașul Ramla din Israel și a petrecut o mare parte din copilărie în orașul Afula, în cartierul Afula Ilit. Ea este fiica lui Eli Schochetmann, imigrant evreu din România și a lui Tzila (Salha), născută Twis, care provine dintr- familie evreiască din Irak.
Orna Shochetmann era cea mai mare dintre cei opt copii din familie. În copilărie parinții ei s-au despărțit temporar și ea s-a mutat cu mama ei și cu ceilalți trei copii la Afula, unde au trăit în nevoie. Mai târziu, tatăl s-a întors și familiei s-au adăugat încă patru copii. A învățat la o școală elementară din Afula și, apoi, la internatul Kfar Galim. De mică a muncit ca să-și ajute familia și s-a distins la învățătura, iar cărțile care, după spusele ei, i-au călăuzit tinerețea, au fost Biblia ebraică și cartea lui Viktor Frankl „Omul în căutarea sensului vieții”.
Ulterior a terminat licența în științe sociale și umane la Universitatea Ben-Gurion din Beer Sheva și titlul de master în business la filiala Universității Derby în Israel și cel de master în științe sociale la Universitatea din Haifa. De asemenea ea este absolventa programului Mifnè, curs de administrație pentru ofițeri superiori, și a unui curs de ofițeri de stat major la Colegiul pentru Apărarea Națională.  

### Serviciul militar
În 1981 ea s-a înrolat în armată și a efectuat stagiul militar obligatoriu într-o unitate de intendență a armatei. A comandat un curs de ofițeri de intendență, apoi a fost comandantul secției de recrutare a femeilor la Centrul de recrutare din centrul Israelului, comandanta centrului de recrutare de la Beer Sheva, apoi intendenta forțelor de rezervă, a comandat apoi secția de triaj și plasare din cadrul Comandamentului Forțelor de uscat, apoi secția de cadre a Forțelor de uscat. În noiembrie 2003 a fost numită intendentă șefă a Comandamentului de centru, prima femeie într-un asemenea post din istoria armatei israeliene. În septembrie 2005 a fost avansată la gradul de general de brigadă (Tat-aluf) și a devenit intendenta șefă a întregii armate, devenind cea dintâi femeie cu funcție de comandă peste un departament din afara Departamentului pentru femei. În decembrie 2006 a devenit comandantul Cadrelor din Forțele de uscat, iar în iunie 2008 comandantul forumului de direcție al Departamentului de cadre al intregii armate. În acel an a fost desemnată de ziarul economic „Globes” ca una din femeile cu cea mai mare influență din Israel.În 2011 în timpul șefului de stat major Beni Gantz și al ministrului apărării Ehud Barak, Orna Barbivai a fost numită în Statul Major cu gradul de general maior, în calitatea de comandant al Departamentului de cadre al armatei.

### Activitatea publică
După pensionarea din armată în 2014, Barbivai a fost președinta Fondului de donații ale Organizației de femei sioniste WIZO în Israel, iar in 2015 directoare generală a Fondului Filantropia pentru proiecte naționale. A fost aleasă  președinta Colegiului academic Emek Izreel și a prezentat emisiunea „Centura de securitate” despre probleme de armată și societate, la postul de radio al armatei „Galei Tzahal”. Un timp, a predat la Universitatea Bar Ilan și in anul 2017 a fost conferențiară la Universitatea Interdisciplinară Reichmann din Herzliya.

### Activitatea politică
La 1 ianuarie 2019 Barbivai s-a alăturat partidului centrist de opoziție al lui Yair Lapid, Yesh Atid (Avem un viitor), fiind pe locul al 4-lea pe lista de candidați a acestui partid. După unirea partidului Yesh Atid cu partidele Hosen leIsrael și Telem în lista unită Albastru Alb (Kahol Lavan) 
a fost plasată pe locul al 18-lea și după ce această listă a obținut 35 mandate în Knesset, a devenit deputată și membră a Comisiei pentru afaceri externe și apărare.   
În al 23-lea Knesset a fost realeasă din partea partidului Yesh Atid, a devenit unul din vicepreședinții Knessetului, conducătoarea Asociatiei de parlamentare de prietenie Israel-Singapore, conducătoare a lobby-ului pentru soldați, a continuat să activeze în Comisia de afaceri externe și apărare a Knessetului.
La alegerile pentru Knessetul al 24-lea Barbivai a fost numită pe locul al doilea pe lista candidaților partidului Yesh Atid, și, fiind aleasă, a devenit președinta Comisiei de afaceri externe și apărare a Knessetului.   

#### Ministru al economiei
În iunie 2021 a intrat Orna Barbivai în guvernul de coaliție dreapta-centru-stanga al lui Naftali Bennett și Yair Lapid, ca ministru al economiei și al industriei și a cedat locul său din Knesset. La portofoliul ei au fost anexate și serviciile Ministerului Muncii. Din iunie 2022 până în noiembrie 2022 ea face parte din guvernul de tranziție.
A semnat un acord pentru scurtarea gărzilor tinerilor medici din spitale, fiind confruntată cu un val de proteste și nemulțumiri ale medicilor fată de limitele acordului obținut.
Împreună cu premierul Bennet și alții ea a acționat pentru anularea unor norme si standarduri israeliene speciale pentru anumite produse in scopul adaptării la normele și standardurile internaționale și în scopul reducerii prețurilor.
Barbivai a fost în anul 2022 una din semnatarii acordului de cooperare economică dintre Israel și Maroc.
Din decembrie 2022 se află din nou pe băncile opoziției.

### Viața privată
Orna Barbivai este căsătorită cu Moshe Barbivai, fost ofițer de intendență, născut în Maroc, și care a emigrat la vârsta de 3 ani în Israel. Ei au trei copii și locuiesc la Tel Aviv.